# 岩崎好陽
岩崎 好陽（いわさき よしはる、1944年 - 2016年6月28日）は日本の技術士（衛生工学）、工学博士である。におい・かおり環境協会会長などを歴任し、悪臭対策の研究を行った。

## 経歴
1944年、東京都に生まれる。1968年に東京工業大学理学部応用物理学科卒業、1970年東京工業大学大学院理工学研究科修士課程修了。同年より東京都公害研究所大気部に研究員として従事、1985年に臭気の嗅覚測定法の研究で、大気汚染研究協会賞（斉藤潔賞）を受賞。1995年東京都環境科学研究所応用研究部長に就任、2002年に同参事研究員となる。この間に、臭気指数算定法である「三点比較式臭袋法」を開発。この方法は、悪臭防止法にも採用されている。2001年から2005年まで東京都立科学技術大学連携大学院教授、2009年からは大同大学客員教授となった。
2001年に環境省かおり風景100選選考委員会座長、2005年より、におい・かおり環境協会副会長（2006年から会長）、2005年より日本アロマ環境協会顧問などを歴任した。
2016年6月28日に死去。享年71。

## 著書
- 岩崎好陽『臭気の嗅覚測定法　三点比較式臭袋法測定マニュアル』におい・かおり環境協会、2004年5月。ISBN 4-915952-15-0。
- 岩崎好陽『中小事業所における悪臭対策・VOC対策』環境新聞社、2007年5月。ISBN 978-4-86018-128-4。
- 岩崎好陽『においとかおりと環境　嗅覚とにおい問題』清水弘文堂書房〈Asahi eco books〉、2010年9月。ISBN 978-4-87950-597-2。